# 奥伯恩霍夫
奥伯恩霍夫是德国莱茵兰-普法尔茨州的一个市镇。总面积3.85平方公里，总人口346人，其中男性179人，女性167人（2011年12月31日），人口密度90人/平方公里。